# Filaret van Minsk en Sloetsk

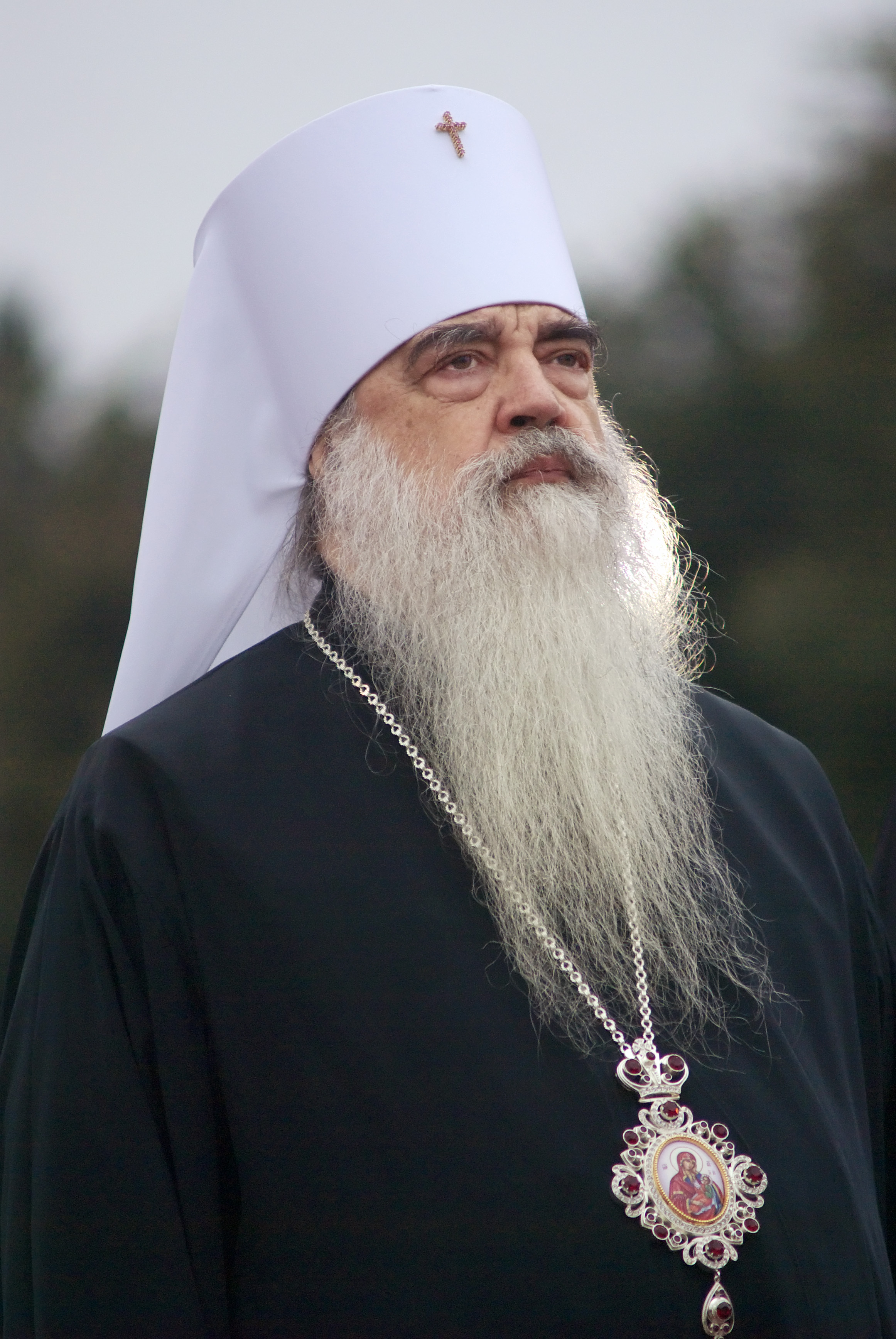
Filaret, metropoliet van Minsk en Sloetsk

Metropoliet Filaret, geboren als Kirill Varfolomejevitsj Vachromejev (Russisch: Кирилл Варфоломеевич Вахромеев) (Moskou, 21 maart 1935 - Minsk, 12 januari 2021) was een Wit-Russisch geestelijke. Hij was metropoliet van Minsk en Sloetsk (patriarchaal exarch van Geheel Wit-Rusland) en de leider van de Wit-Russisch-Orthodoxe Kerk, die een autonoom onderdeel is van de Russisch-Orthodoxe Kerk. Hij nam ontslag op 25 december 2013 en werd opgevolgd door metropoliet Pavel.
In 2006 ontving hij voor zijn werkzaamheden in de Russisch-Orthodoxe kerk de titel Held van Wit-Rusland van president Aleksandr Loekasjenko.
Filaret stierf op 12 januari 2021 aan de gevolgen van de infectieziekte COVID-19. Hij werd 85 jaar oud.